# Enquin-lez-Guinegatte
Enquin-lez-Guinegatte község Franciaország Hauts-de-France régiójában, Pas-de-Calais megyében. Új községként 2017. január 1-jén jött létre Enquin-les-Mines és Enguinegatte korábbi községek egyesítésével. Lakosainak száma 1600 fő (2022. január 1.).

## Népesség
| Lakosok száma | 1602 | 1616 | 1616 | 1623 | 1613 | 1607 | 1600 |
|               | 2015 | 2017 | 2018 | 2019 | 2020 | 2021 | 2022 |